# كممبر
الكَمَمْبَر أو الكَمَمْبير أو جبن الكممبرت نوع من الأجبان الفرنسية الطرية الدسمة المصنعة من حليب البقر، أُنتج أول مرة في منطقة نُرمندية في فرنسا في نهاية القرن الثامن عشر. لونه أبيض إلى مصفرّ قليلاً، وتغطي سطحه قشرة بيضاء رقيقة من عفن المكنسيات من أنواع خاصة بهذا الجبن. و تمتاز برائحة نفاذة.